# Bani (Philippines)
Pour les articles homonymes, voir Bani.
Bani est une municipalité de 2e classe située dans la province de Pangasinan aux Philippines. Selon le recensement de 2007 elle est peuplée de 45 652 habitants.

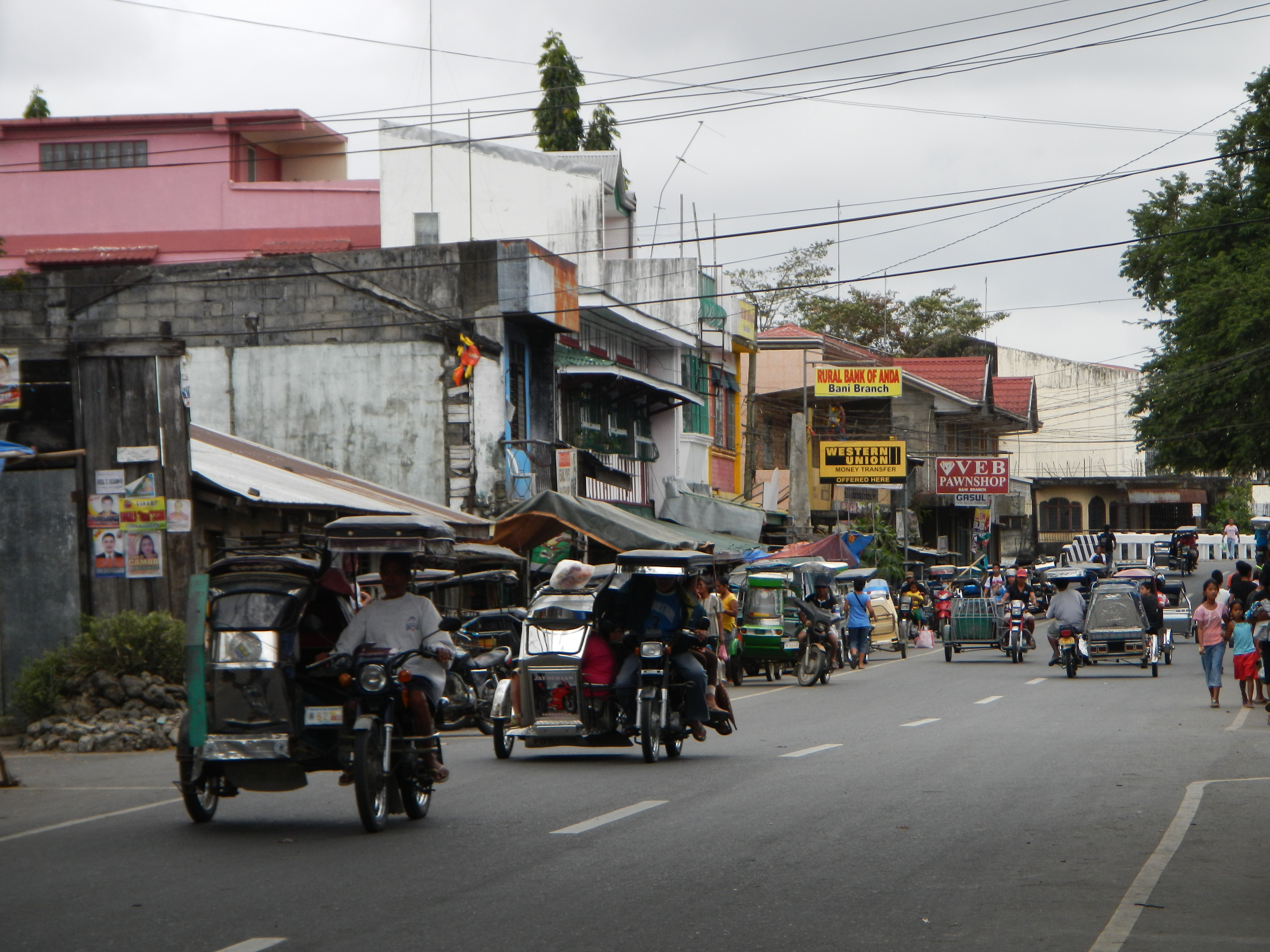
Rue de Bani

## Barangays
San Felipe est divisée en 27 barangays.
- Ambabaay
- Aporao
- Arwas
- Ballag
- Banog Norte
- Banog Sur
- Calabeng
- Centro Toma
- Colayo
- Dacap Norte
- Dacap Sur
- Garrita
- Luac
- Macabit
- Masidem
- Poblacion
- Quinaoayanan
- Ranao
- Ranom Iloco
- San Jose
- San Miguel
- San Simon
- San Vicente
- Tiep
- Tipor
- Tugui Grande
- Tugui Norte

## Démographie
| Année | Habitants |
| ----- | --------- |
| 1995  | 37 463    |
| 2000  | 42 824    |
| 2007  | 45 652    |